# Herstedvesters sogn
Herstedvesters sogn (danska: Herstedvester Sogn) är en församling i Glostrups kontrakt (provsti) i Helsingörs stift i Danmark. Församlingen ligger i Albertslunds kommun i Region Hovedstaden. Den hörde före kommunreformen 2007 till Albertslunds kommun i Köpenhamns amt, och före kommunreformen 1970 till Smørums härad i Köpenhamns amt.
Den 1 januari 2012 hade församlingen 9 036 invånare, varav 5 223 (57,80 procent) var medlemmar i Danska folkkyrkan.

## Kyrkobyggnader
- Birkelunds kyrka (vid anstalten Herstedvester)
- Herstedvesters kyrka